# میشل ورن
میشل ورن (به فرانسوی: Michel Verne)‏ (۳ اوت ۱۸۶۱ – ۵ مارس ۱۹۲۵) نویسنده، فیلم‌نامه‌نویس، تهیه‌کننده فیلم، رمان‌نویس، و نویسنده کودکان اهل فرانسه بود. وی فرزند نویسنده مشهور فرانسوی ژول ورن بود.

## زندگی‌نامه
میشل ژان پیر ورن تنها پسر ژول ورن نویسندهٔ شهیر فرانسوی بود. وی در مقطعی از زندگی با پدرش اختلاف نظر داشت اما رفته رفته روابطش با پدرش بهتر شد؛ به گونه‌ای که ژول ورن نام کشتی تفریحی خود را به افتخار پسرش سنت میشل نام گذاری کرد. همچنین گفته می‌شود که ژول ورن نام یکی از شخصیت‌های مشهور رمان خود (میشل استروگوف) را نیز به افتخار پسرش میشل نام گذاری کرده‌است.
او پس از مرگ پدرش تمام آثار باقیمانده و رمان‌های چاپ نشده وی نظیر ناخدای دانوب را به چاپ رسانید.
میشل ورن در سال ۱۹۲۵ میلادی بیست سال بعد از مرگ پدرش در شهر تولون درگذشت.